# ماورو دوس سانتوس
ماورو خافيير دوس سانتوس (بالإسبانية: Mauro Javier dos Santos)‏ (مواليد 7 يوليو 1987 - سانتو توميه ، الأرجنتين) لاعب كرة قدم أرجنتيني ، يلعب في مركز قلب الدفاع ، ويلعب حاليًا لنادي إيبار الإسباني.

## روابط خارجية
- ماورو دوس سانتوس على موقع رابطة كرة القدم اليابانية للمحترفين (اليابانية)
- ماورو دوس سانتوس على موقع إي إس بي إن إف سي (الإنجليزية)
- ماورو دوس سانتوس على موقع قاعدة بيانات كرة القدم.إي يو (الإنجليزية)
- ماورو دوس سانتوس على موقع Soccerbase.com (لاعب) (الإنجليزية)
- ماورو دوس سانتوس على موقع Soccerway.com (الإنجليزية)
- ماورو دوس سانتوس على موقع عالم كرة القدم.نت (الإنجليزية)
- ماورو دوس سانتوس على موقع AS.com (الإسبانية)